# Grand Prix automobile de Monaco 2000
GP précédent GP suivant
Le Grand Prix automobile de Monaco 2000 (Grand Prix de Monaco 2000), disputé le 4 juin 2000 sur le circuit de Monaco, est la 653e épreuve du championnat du monde de Formule 1 courue depuis 1950. Il s'agit de la 58e édition du Grand Prix de Monaco, la 47e comptant pour le championnat du monde de Formule 1 et la septième manche du championnat 2000.

## Classement
| Pos. | No | Pilote                | Écurie             | Tours | Temps/Abandon                      | Grille | Points |
| ---- | -- | --------------------- | ------------------ | ----- | ---------------------------------- | ------ | ------ |
| 1    | 2  | David Coulthard       | McLaren-Mercedes   | 78    | 1 h 49 min 28 s 213 (144,072 km/h) | 3      | 10     |
| 2    | 4  | Rubens Barrichello    | Ferrari            | 78    | + 15 s 889                         | 6      | 6      |
| 3    | 11 | Giancarlo Fisichella  | Benetton-Playlife  | 78    | + 18 s 522                         | 8      | 4      |
| 4    | 7  | Eddie Irvine          | Jaguar-Ford        | 78    | + 1 min 05 s 924                   | 10     | 3      |
| 5    | 17 | Mika Salo             | Sauber-Petronas    | 78    | + 1 min 20 s 775                   | 13     | 2      |
| 6    | 1  | Mika Häkkinen         | McLaren-Mercedes   | 77    | + 1 tour                           | 5      | 1      |
| 7    | 22 | Jacques Villeneuve    | BAR-Honda          | 77    | + 1 tour                           | 17     |        |
| 8    | 15 | Nick Heidfeld         | Prost-Peugeot      | 77    | + 1 tour                           | 18     |        |
| 9    | 8  | Johnny Herbert        | Jaguar-Ford        | 76    | + 2 tours                          | 11     |        |
| 10   | 5  | Heinz-Harald Frentzen | Jordan-Mugen-Honda | 70    | Accident                           | 4      |        |
| Abd. | 19 | Jos Verstappen        | Arrows-Supertec    | 60    | Accident                           | 15     |        |
| Abd. | 3  | Michael Schumacher    | Ferrari            | 55    | Suspension                         | 1      |        |
| Abd. | 23 | Ricardo Zonta         | BAR-Honda          | 48    | Accident                           | 20     |        |
| Abd. | 9  | Ralf Schumacher       | Williams-BMW       | 37    | Accident                           | 9      |        |
| Abd. | 6  | Jarno Trulli          | Jordan-Mugen-Honda | 36    | Boîte de vitesses                  | 2      |        |
| Abd. | 16 | Pedro Diniz           | Sauber-Petronas    | 30    | Accident                           | 19     |        |
| Abd. | 14 | Jean Alesi            | Prost-Peugeot      | 29    | Transmission                       | 7      |        |
| Abd. | 21 | Gaston Mazzacane      | Minardi-Fondmetal  | 22    | Accident                           | 22     |        |
| Abd. | 20 | Marc Gené             | Minardi-Fondmetal  | 21    | Boîte de vitesses                  | 21     |        |
| Abd. | 12 | Alexander Wurz        | Benetton-Playlife  | 18    | Accident                           | 12     |        |
| Abd. | 10 | Jenson Button         | Williams-BMW       | 16    | Pression d'huile                   | 14     |        |
| Abd. | 18 | Pedro de la Rosa      | Arrows-Supertec    | 0     | Accident                           | 16     |        |

## Pole position et record du tour
- Pole position : Michael Schumacher en 1 min 19 s 475 (vitesse moyenne : 152,652 km/h).
- Meilleur tour en course : Mika Häkkinen en 1 min 21 s 571 au 57e tour (vitesse moyenne : 148,729 km/h).

## Tours en tête
- Michael Schumacher : 55 (1-55)
- David Coulthard : 23 (56-78)

## Statistiques
- 8e victoire pour David Coulthard.
- 126e victoire pour McLaren en tant que constructeur.
- 31e victoire pour Mercedes en tant que motoriste.
- David Coulthard passe le cap des 3 000 km en tête d'un Grand Prix (3 022 km).